# Бадикул Молдовенеск
Бадикул Молдовенеск (рум. Badicul Moldovenesc) — село в Кагульском районе Молдавии. Относится к сёлам, не образующим коммуну.

## География
Село расположено на высоте 127 метров над уровнем моря.

## Население
По данным переписи населения 2004 года, в селе Бадикул Молдовенеск проживает 1355 человек (673 мужчины, 682 женщины).
Этнический состав села:
| Национальность | Число жителей | Процентный состав |
| -------------- | ------------- | ----------------- |
| молдаване      | 1283          | 94,69             |
| румыны         | 40            | 2,95              |
| русские        | 11            | 0,81              |
| украинцы       | 10            | 0,74              |
| болгары        | 9             | 0,66              |
| гагаузы        | 1             | 0,07              |
| прочие         | 1             | 0,07              |
| Всего          | 1355          | 100 %             |

## Известные уроженцы
- Ботгрос, Николай (род. 1953) — молдавский музыкант, художественный руководитель оркестра народной музыки «Лэутары».